# (9308) Randyrose
(9308) Randyrose est un astéroïde de la ceinture principale.

## Description
(9308) Randyrose est un astéroïde de la ceinture principale. Il fut découvert le 21 septembre 1987 à la station Anderson Mesa par Edward L. G. Bowell. Il présente une orbite caractérisée par un demi-grand axe de 2,39 UA, une excentricité de 0,22 et une inclinaison de 7,4° par rapport à l'écliptique.

## Compléments